# 黄家祠
黄家祠，位于中国广东省惠州市惠东县高潭镇楼下村，为惠东县的一个县级文物保护单位，类型为古建筑，公布时间为1987年。
黄家祠建于1925年。